# Дорри, Джехангир Хабибулович
Джехангир Хабибулович Дорри (21 февраля 1932, Москва — 1 августа 2018, там же) — советский и российский литературовед, иранист,  научный сотрудник Института востоковедения РАН, доктор филологических наук (2000), профессор. Член Союза писателей СССР (1979).

## Биография
Родился в Москве 21 февраля 1932 года в семье иранца Хабиболлы Дорри, дипломата и переводчика, одного из основателей Общества ирано-советской дружбы, депутата иранского меджлиса от провинции Хорасан, советника Посольства Ирана в Москве. Мать - Надежда Белова, русская, педагог по образованию.
В 1950 году успешно сдал экзамены на отделение восточных языков и литератур МГУ, но не был принят (ему сказали, что иранисты в ближайшее время не понадобятся). Тем не менее он посещал все занятия и одновременно писал письма советскому руководству с просьбой о зачислении. В конце учебного года ему разрешили экстерном сдать экзамены за первый курс, но приняли на отделение русского языка и литературы.
В 1955 году окончил филологический факультет МГУ.
В 1962 году защитил кандидатскую диссертацию на тему «Персидская сатирическая поэзия 40-50-х годов XX века».
В 2000 году защитил докторскую диссертацию «Становление и развитие современной персидской художественной прозы Ирана. Ее жанровые и стилистические особенности».
Научный сотрудник Института языка и литературы АН ТаджССР (1955-1958), Института востоковедения (1958-1996) РАН, Военного университета МО РФ (с 1997).
Издано более 220 работ.

## Основные работы

### Монографии
- Персидская сатирическая поэзия: (40-50-е гг. XX в.) / АН СССР. Ин-т народов Азии. М.: Наука, 1965. 233 с.
- Персидская сатирическая проза: (Трпдиция и новаторство) / АН СССР. Ин-т востоковедения. М.: Наука, 1977. 216 с.
- Мохаммад Али Джамаль-заде / АН СССР. Ин-т востоковедения. М.: Наука, 1983. 216 с. Серия: Писатели и ученые Востока.
- Современная персидская проза  / АН СССР. Ин-т востоковедения. М.: Наука, 1993. 328 с. (Деп. в ИНИОН РАН).
- Литература современного Ирана (персидская проза XX века) / Военный университет. М., 1998, 315 с.

### Словари
- Персидско-русский словарь: (60000 слов). В 2-х томах. М.: Русский язык, 1970. Совместно с Л. Киселевой, М.-Н. Османовым. Под редакцией Ю.А. Рубинчика. (2-е изд. - 1983, 3-е изд. - 1985).

### Статьи
- Из истории народной "смеховой культуры" в Иране // Народы Азии и Африки. 1971, № 6. С. 66-75.
- Сатирическое творчество Садек Чубака // Народы Азии и Африки. 1975, № 5. С. 106-114.
- Национальные традиции в современной персидской сатирической прозе // Народы Азии и Африки. 1978, № 6. С. 134-139.

### Переводы
- Тонкабони Феридун. Избранные рассказы. Перевод с персидского. М.: Радуга, 1985. 343 с.
- Шахани Х. Как ухаживать за мужем. Перевод с персидского. М.: Радуга, 1989. 396 с.
- Дорри Д. Мой родной Иран. — М.: Вече, 2017. — 224 с.